# Sphecosoma meridionale
Sphecosoma meridionale är en fjärilsart som beskrevs av Carlos Schrottky 1910. Sphecosoma meridionale ingår i släktet Sphecosoma och familjen björnspinnare. Inga underarter finns listade i Catalogue of Life.